# Insfeel
Insfeel（インスフィール）は、日本の4人組ロックバンド。

## 概要
- バンド名（Insfeel）は「Inspiration」と「Feeling」をかけあわせた造語。結成当初は「Insfe:l（インスフィール）」として活動していたが、2015年に現バンド名に改名。
- 2010年に4人組ロックバンドとして活動を開始した後、数回のメンバーチェンジを経て、2017年に現体制に。
- 7弦ギター、5弦ベース、ツー・バス（ダブル・ベース・ドラム）によるサウンドが特徴。
- 主に横浜・都内のライブハウスを中心に活動する。

## 略歴
- 2010年、東郷コウヘイを中心に結成。光（Vo）、1K（Ba）、Satoshi（Dr）の4人体制で活動を開始。東京・横浜を中心に名古屋（HeartLand STUDIO）、大阪（西九条BRAND NEW）でもライブを行う。
- 2013年、1stアルバム「Intrance」をリリース。
- 2015年4月に光（Vo）が脱退し、一時活動を休止。オーディションにより新ボーカルTsUKASAを迎え、同11月に横浜 7th AVENUEにて復活ライブを行う。新体制への移行とともに、Insfe:lからInsfeelへと改名。
- 2016年、CDシングル「Day dream」をリリース。
- 2017年2月、TsUKASAの脱退により、3人体制に。現在は東郷コウヘイがボーカル兼ギターとして活動している。
- 2017年9月、REM加入につき、ツインギターバンドとなる。
- 2017年9月、東郷初ボーカル兼REM加入第一弾、CDシングル「We don’t need cry no more」会場限定アイテムとして発売。
- 2018年8月、ファーストミニアルバム「This sorrow」をリリース。
- 2019年１月、東郷コウヘイの病気により活動一時休止を発表。
- 2019年11月、解散。

## メンバー

### 東郷コウヘイ（Vo・Gt）
- 7弦35フレットの多弦・多フレットギターを操る
- Combat Guitarsとエンドース契約を交わしている
- テクニカルな早弾きが特徴
- SIAM SHADEのボーカル栄喜が未来（HIDEKI）名義で活動をする際にギターを担当した
- 音楽学校 MI JAPAN 東京校やESP学園で講師を務めた経歴を持つ
- プロレス団体ドラゴンゲート、堀口元気選手入場テーマ集「GO TO HEAVEN」をソロアルバムとしてポニーキャニオンからリリース
- Insfeel以外での活動として、インストユニット「Red & White」、「SHOW舞CAN」に参加している
- 2017年には「オトせ！」（NTV・2月1日放送）に出演し、中川家の礼二から「ちゃんと働け！」との訓示を受ける
- サザエアレルギー

### REM （Gt）
- 絶大なるテクニックを誇るギタリスト
- 前衛的かつ繊細なテクニックを持ち、独自の世界観を演出する
- Insfeel以外では、「Eyezax」,「ZIOHM」等で活動中

### 1K（Ba）
- 5弦ベースを操る
- Combat Guitarsとエンドース契約を交わしている
- チョコレートが食べられない
- 2019年1月よりREMと共に「ZIOHM」[1]でも活動する

### Satoshi（Dr）
- ツー・バス、多点シンバルのドラムセットを操る（自身で要塞セットと呼んでいる）
- 好物は肉
- 趣味はサバゲー

## ライブ
|          | 日 | イベント名                                                            | 会場          |
| -------- | --- | --------------------------------------------------------------------- | ------------- |
| 2010年   | 11月30日 | 隼計画 Presents 「プロレスと音楽とお笑いの祭典」◇PHOENIX MUSIC FESTA◇ | 横浜Star Ship |
| 2011年   | |                                                                       |               |
| 3月20日  | | 横浜 7th AVENUE                                                       |               |
| 7月24日  | | 横浜 7th AVENUE                                                       |               |
| 8月21日  | | 横須賀三笠公園野外ステージ                                            |               |
| 9月11日  | | 渋谷aube                                                              |               |
| 11月4日  | 「Hard Rock Gang ～2nd season 4th meeting～」                                                                       | 横浜 7th AVENUE                                                       |               |
| 2012年   | |                                                                       |               |
| 3月3日   | Insfe:l自首企画「「Inspirations＆Feels Vol0.5～その男保釈中につき～」                                               | 横浜 7th AVENUE                                                       |               |
| 4月5日   | | 横浜 7th AVENUE                                                       |               |
| 9月2日   | | 横須賀三笠公園野外ステージ                                            |               |
| 10月19日 | | 横浜 7th AVENUE                                                       |               |
| 2013年   | |                                                                       |               |
| 1月20日  | | 横浜 7th AVENUE                                                       |               |
| 4月7日   | | 横浜 7th AVENUE                                                       |               |
| 6月2日   | | 横浜 7th AVENUE                                                       |               |
| 7月14日  | | よこすか三笠公園                                                      |               |
| 8月11日  | Alternative激Rock! Vol.15「VRAIN レコ発編」                                                                         | 横浜 7th AVENUE                                                       |               |
| 9月29日  | ＜Rock City Yokohama Vol.9＞                                                                                        | 吉野町市民プラザ                                                      |               |
| 10月12日 | 7th presents《 Insfe:l 1st Album「Intrance」レコ発企画 》                                                           | 横浜 7th AVENUE                                                       |               |
| 12月28日 | | 横浜 7th AVENUE                                                       |               |
| 2014年   | |                                                                       |               |
| 1月11日  | | 横浜 7th AVENUE                                                       |               |
| 2月16日  | THE TELEGRAMS主催「Wake Up! & Hands Up!                                                                             | 横浜 7th AVENUE                                                       |               |
| 3月15日  | ゆっきと遊ぼうスペシャル♪ハートランド30th Anniversary                                                               | 名古屋HEARTLAND studio                                                |               |
| 5月25日  | | 西九条BrandNew（大阪）                                                |               |
| 8月31日  | 「POWER AND THE GLORY Vol.8」                                                                                       | 目黒鹿鳴館                                                            |               |
| 10月18日 | 「Insfe:l Intranceツアー2014 ファイナル」                                                                           | 横浜 7th AVENUE                                                       |               |
| 11月22日 | 「Intrance番外編」                                                                                                  | 横浜 7th AVENUE                                                       |               |
| 12月14日 | 「DEAD EYED SPIDER “Black Deal”NEWアルバム会場先行発売ライブ」                                                      | 四谷OutBreak                                                          |               |
| 2015年   | |                                                                       |               |
| 1月15日  | 「POWER AND THE GLORY Vol.13」                                                                                      | 目黒鹿鳴館                                                            |               |
| 2月7日   | | 横浜 7th AVENUE                                                       |               |
| 2016年   | |                                                                       |               |
| 4月2日   | Insfeel & UNAFRAID presents 「ゆっきとコウヘイは遊ぶ」                                                              | 横浜 7th AVENUE                                                       |               |
| 7月2日   | Insfeel Newシングルレコ発ライブ 兼1K＆東郷生誕祭                                                                    | 横浜 7th AVENUE                                                       |               |
| 9月17日  | 「武尊 成田☆一家 共同企画 Legend or not」                                                                           | 目黒ライブステーション                                                |               |
| 9月24日  | Insfeel & UNAFRAID presents《 ゆっきとコウヘイは遊ぶ in横浜 Vol.2 》                                                | 横浜 7th AVENUE                                                       |               |
| 12月24日 | 「POWER AND THE GLORY Vol.8」                                                                                       | 川崎セルビアンナイト                                                  |               |
| 2017年   | |                                                                       |               |
| 1月9日   | | 横浜 7th AVENUE                                                       |               |
| 4月8日   | 「成田☆一家 沢井比河流 birthday 」                                                                                  | 目黒ライブステーション                                                |               |
| 6月3日   | | 横浜 7th AVENUE                                                       |               |
| 9月23日  | YOKOHAMA HARD ROCK NIGHT                                                                                            | 横浜 7th AVENUE                                                       |               |
| 12月23日 | Memory of Brian | 横須賀かぼちゃ屋                                                      |               |
| 2018年   | |                                                                       |               |
| 7月15日  | 「ユッキとコウヘイは遊ぶVol.3」7th椙江還暦おめでとう そして1K＆コウヘイバースデーさらにコウヘイ活動20周年スペシャル | 横浜7th AVENUE                                                        |               |
| 8月26日  | RANUNCULUS presents「RANGATE vol.4 JAPAN」                                                                          | 渋谷 RUIDO K2                                                         |               |
| 10月7日  | 横濱JAZZ PROMENADE 2018                                                                                             | 横浜7th AVENUE                                                        |               |
| 2019年   | |                                                                       |               |
| 1月26日  | Rock'n Roll Overdose in 福生・横浜 骨太なロックを忘れてないか？                                                     | FUSSA CHICKEN SHACK                                                   |               |

## メディア

### TV
- 熱音!!‐NETSUON‐／J:COM（2017年10月放送）

### 雑誌
- BASS MAGAZINE（ベース・マガジン）（2016年1月号）
- YOUNG GUITAR（ヤング・ギター）（2016年5月号）
- YOUNG GUITAR（ヤング・ギター）（2016年6月号）